# De Gerando Attila
De Gerando Attila (Pest, 1846. december 10. – Pálfalva, 1897. október 12.) földbirtokos, újságíró, De Gerando Ágost és Teleki Emma fia, De Gerando Antonina testvéröccse.

## Életútja
Kétéves korában elvesztvén édesapját, anyjával Párizsba menekült a család régi barátai (Michelet, Dumesnil, Quinet, Leon Cogniet festő s más kiváló emberek) körébe. Nővérével együtt végezte tanulmányait Irányi Dániel és több francia tanár vezetése alatt; 14 éves korában ment nyilvános líceumba, ahol a két utolsó évet végezte és letette a baccalaureatust az irodalmi, két év múlva pedig a tudományos szakból is, mely akkor ketté volt választva. Később agrégé (jogi doktor) lett; a doktorátust 1870-ben Budapesten is letette.
Főképp költeményeket írt, magyarokat és franciákat felváltva, de melyek közül csak kevés jelent meg a lapokban. Útirajzokat és etnográfiai cikkeket írt a Vasárnapi Ujságba (1873. 1876. 1880. 1882. 1884.) és a Földrajzi Közleményekbe (1875.). 1880-tól állandó munkatársa volt a párizsi Revue de Geographie-nek, melynek majd minden füzetébe írt Magyarországról; még a Revue Historique-nek is munkatársa volt, mely folyóirat számára Wesselényi Miklósról írt értekezést.

## Munkái
- Kővárvidéke 1874-ben. Bpest, 1875. (A Földrajzi Közleményekből.)
- Két hét a Székelyföldön. Uo. 1880 (Népszerű Term. Előadások Gyűjteménye IV. 27. füzet.)
- Franklin élete. Megnet után ford. Uo. 1880.
- Étude sur les hautes plaines de Transylvaniae. Paris, 1882. (Ism. Bud. Szemle XXXIV. Különnyomat a Revue de Géographie-ből; ugyanebből jelentek meg: Szegszárd et ses Environs, Sur les Nationalités de la Hongrie, Le défilé du Bas Danube.)
- Velencze 12 képben. Uo. 1891.